# Alfredo Dallolio
Alfredo Dallolio (nació 21 de junio de 1853 y falleció el 20 de septiembre de 1952) fue un general y político italiano que se desempeñó como Ministro de Armas y Municiones durante la Primera Guerra Mundial.

## Biografía
Se graduó de la academia militar de Turín como segundo teniente en 1872, dos años después del inicio de su servicio militar.
Ascendió a coronel en 1905 y tubo un gran desempeño como comandante de artillería del cuerpo de ejército de Padua, además, fue ascendido a general de división  en 1910 por méritos especiales.
En 1911 se convirtió en inspector general de artillería e ingeniería y en 1914 ascendió a teniente general de división.
Estuvo activo en el servicio militar desde 1970 hasta 1923 y fue senador del reino de Italia desde 1917 hasta 1952.[cita requerida]
Desde julio de 1915 se desempeñó como subsecretario de Armamento y Municiones en el Ministerio de la Guerra en el segundo gobierno de Salandra. Desde junio de 1916 fue primer subsecretario y desde 1917, Ministro independiente de Armas y Municiones del Reino de Italia en los gobiernos de Boselli y Orlando.
El rey Victor Emmanuel III lo nombró "senador del reino de Italia" en 1917.
Creó un "comité central para la movilización industrial" y una red de comités regionales que representan tanto a los fabricantes como a los trabajadores de la industria armamentística, sin embargo, renunció en 1918 por acusaciones de corrupción. Posteriormente se desempeñó como inspector general de artillería hasta 1920, cuando fue colocado en reservas.
Después de ser llamado nuevamente al servicio por el gobierno de Mussolini y ascendido a teniente general de cuerpo el 1 de febrero de 1923, fue nombrado jefe del Comisariado General para la Producción de Guerra de forma continua, hasta el 28 de agosto de 1939, en donde renunció, en protesta tácita contra la inminente entrada de Italia en la Segunda Guerra Mundial para lo cual faltaban medios realmente imprescindibles. Su renuncia causó una gran impresión en los círculos militares de la época porque fue un testimonio inequívoco de la falta de preparación del Ejército y su armada, pero no causó consecuencias prácticas en el Estado Mayor. El no era miembro del Partido Nacional Fascista
En 1946 fue exonerado  por el Tribunal Superior de Justicia por Sanciones contra el partido del Fascismo.